# Liebling, mein Herz läßt dich grüßen
Liebling, mein Herz läßt dich grüßen  ist ein Lied im Slowfox-Tempo, das Werner Richard Heymann 1930 für Wilhelm Thieles Tonfilm-Operette Die Drei von der Tankstelle komponiert hat, der Text stammt von Robert Gilbert. Das Lied erschien im Ufaton-Verlag München-Berlin. Der von Erich Pommer für die UFA produzierte Film wurde 1930 uraufgeführt. Es entstand auch eine französische Version mit dem Titel Le Chemin du Paradis, zu der Charles Boyer die Gesangstexte dichtete.
Das Lied wird im Film von den Hauptdarstellern Willy Fritsch und Lilian Harvey im Duett gesungen. In einer Nachtlokalszene tragen es, als Barmixer kostümiert, die Comedian Harmonists vor.
Es wurde auch auf der Grammophonplatte ein großer Erfolg. Namhafte Tanzorchester der Weimarer Republik wie die von Marek Weber, Dajos Béla und Ben Berlin haben es mit Refrainsängern wie Leo Monosson, Kurt Mühlhardt und Marcel Wittrisch aufgenommen. In Frankreich sangen es Künstler wie Max Réjean vom Theater L'Empire und der Schauspieler Henri Garat, spielten es das Orchestre de Jazz „Lutetia“ und der célèbre accordéoniste H. Bression et son ensemble.
Auch nach dem Zweiten Weltkrieg war das Lied unvermindert populär. Künstler der Nachkriegs-Jahre wie Willy Hagara und Gerhard Wendland (1955), Friedel Lohr und Heinz Maria Lins (1961), Peter Alexander (1965) und in neuester Zeit die Diseuse Annette Postel und Max Raabe und das Palast Orchester haben es aufgenommen. Nach dem „six-eight“ Ein Freund, ein guter Freund hat es sich von den Liedern aus diesem Tonfilm als das haltbarste erwiesen.
Der Komponist Heymann betitelte seine von Hubert Ortkemper 2011 bei Schott in Mainz herausgegebene Autobiographie Liebling, mein Herz lässt dich grüßen.

## Tondokumente

### Deutsche Aufnahmen
- Marek Weber und sein Orchester, mit Refraingesang. Electrola E.G.2036 (Matr. 60-1154)[11]
- Marek Weber und sein Orchester, mit Refraingesang [= Marcel Wittrisch]. HMV AM 3028 (Matr. 60-1455)[12]
- Dajos Béla Tanz-Orchester mit Gesang: Leo Frank [= Leo Monosson] Odeon O-2991 b (Be 9134) aufgen. 27. August 1930[13]
- Ben Berlin Tanz-Orchester mit Refraingesang Leo Monosson. Grammophon 23 516 (Matr. 1132 ½ BT-VI) – mech. copyr. 1930[14]
- Orchestrola Jazzorchester mit Refraingesang [= Eric Helgar]. Orchestrola Nr.2487 (Matr. 377)[15]
- “Kristall”-Orchester mit Refraingesang [= Kurt Mühlhardt]. Kristall Elektro Nr. 3113 (C 612-1)[16]
- Harry Jackson’s Tanz-Orchester [= Géza Komor] mit Refraingesang: Kurt Mühlhardt. Tri-Ergon TE 5988 (Matr. 03720), aufgen. Berlin 1930.[17]

### Französische Version „Le Chemin du Paradis“
- Tout est permis quand on rêve (Musique de W. R. Heymann – Paroles de Jean Boyer) du film „Le Chemin du Paradis“. Fox-trot chanté par Max Réjean de l'Empire. Disque Pathé X.3937 / mx. 202781, enreg. Paris, 1930[18]
- Tout est permis quand on rêve (Musique de W. R. Heymann – Paroles de Jean Boyer) du film „Le Chemin du Paradis“, Fox-trot chanté par Lilian Harvey et Henri Garat, accomp. par l'Orchestre Fred Mélé – Disque Polydor n°521857 – 1930[19]
- Tout est permis quand on rêve. Fox-Trot du film „Le Chemin du Paradis“ (Musique de W. R. Heymann) chanté par Guy Némo des Concerts-Parisiens, acc. par le célèbre accordéoniste H. Bression et son ensemble. Disque Magnis P.S.49, enreg. Paris, 1930[20]
- Tout est permis quand on rêve. Slow-fox du film parlant français „Le Chemin du Paradis“ (Musique de W. R. Heymann. Paroles de Jean Boyer) Ben Berlin et son orchestre Jazz. Refrain chanté par Léo Monosson. Disque Polydor n°23 576 / C.40243, enreg. 1930[21]
- Tout est permis quand on rêve (Werner R. Heymann) Slow Fox du film sonore “Le chemin du paradis” (W.R.Heymann, paroles de Jean Boyer) Orchestre de Jazz “Lutetia”. Disque Salabert n°2063 (N 75 068) – 1930

### Englischsprachiges Export-Etikett Polydor
- My heart is longing for you, Darling – Slow Fox from the talkie „The three fellows from the tankplace“ (Heyman)[sic] : Ben Berlin Dance Orchestra. Polydor Cat. No. C 40191, Order No. 23533. Mechan. Copyr. 1930. Made in Germany[22]